# Air hockey
L'air hockey, également appelé hockey pneumatique, est un jeu de société qui se joue à deux joueurs. Il a été inventé en 1972 par Bob Lemieux, un amateur de hockey sur glace et ingénieur pour le fabricant de tables de billard Brunswick Billiards.
Le jeu a connu un grand succès dès son lancement et il existe un championnat, actif depuis la fin des années 1970.
Le disque est maintenu en l'air par le souffle exercé par les petites aérations de la table, selon le principe du coussin d'air.

## But du jeu
Le jeu consiste à marquer 7 points en poussant le disque dans le but adverse à l'aide d'un maillet en plastique.

## Matériel
Ce jeu se joue avec deux poussoirs (pushers), une rondelle et une table d'air hockey.

## Divers
- En 2010, Danny Hynes est le champion du monde d'air hockey.
- Certaines variantes du jeu (notamment dans les salles d'arcades) limitent la partie à un certain laps de temps, durant lequel les joueurs peuvent marquer autant de points qu'ils le veulent (ou le peuvent). La pompe à air s'arrête après ce délai et il faut mettre de l'argent à nouveau pour recommencer une partie.
- De nombreuses versions de ce jeu ont été portées en jeu vidéo, avec notamment Shuffelpuck Café ou encore Air Hockey[2] .